# هانا زمبژوسکا
هانا زمبژوسکا-کوبوشفسکا (لهستانی: Hanna Zembrzuska-Kobuszewska؛ ‏ ۷ اوت ۱۹۳۴ – ۱۶ ژوئن ۲۰۲۳) بازیگر اهل لهستان بود. وی بین سال‌های ۱۹۵۵ تا ۲۰۱۲ میلادی فعالیت می‌کرد و در ۶ فیلم سینمایی و تعداد فراوانی تئاتر هنرنمایی کرد. مادر او بلغاری و پدرش لهستانی بود.